# Zeimbekiko
 (février 2021).
Si vous disposez d'ouvrages ou d'articles de référence ou si vous connaissez des sites web de qualité traitant du thème abordé ici, merci de compléter l'article en donnant les références utiles à sa vérifiabilité et en les liant à la section « Notes et références ».

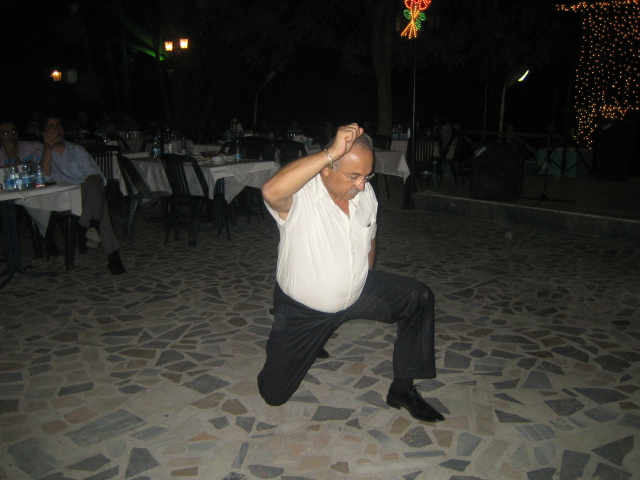
Danseur de zeïbekiko en 2008

Le zeïbekiko (en grec moderne : ζεϊμπέκικο) est une danse très populaire en Grèce et à Chypre. Le nom de la danse fait référence aux Zeybeks.

## Caractéristiques
Sa principale caractéristique est qu'elle n'accepte qu'un seul danseur et qu'elle est réservée aux hommes. L'assemblée l'encercle et l'applaudit (auparavant cela n'était pas le cas). Certaines variantes existent comme celle de poser un verre à terre. Le danseur doit alors faire quelques pas de danse autour de ce verre et le boire sans utiliser ses mains.
Le terme désigne aussi une famille de rythmes :
ou :